# Николаев, Иван Николаевич (милиционер)
Иван Николаевич Николаев (1889 — 1935) — советский деятель органов охраны общественного порядка, начальник МУРа.

## Биография
Родился в многодетной семье гравёра по металлу, в 1904 окончил двухгодичную казённую школу, после чего по прошению отца приняли в качестве ученика в гравёрную мастерскую, где работал до призыва на военную службу. Служил в царской армии семь лет, с 1911 по 1918, принимал участие в боевых действиях в составе Западного и Юго-Западного фронтов. После Февральской революции избран комиссаром артиллерийского дивизиона. После демобилизации вернулся в Москву, работал по специальности на фабрике имени М. В. Фрунзе, вскоре избран секретарём фабрично-заводского комитета и принят в РКП(б). В 1920 окончил партийную школу I и II ступени. По направлению Замоскворецкого районного комитета партии работал комиссаром районной ЧК, инструктором центрального рабочего кооператива и служил в Красной армии. Затем руководил Даниловским подрайкомом партии, и вскоре стал начальником районной милиции. Потом был назначен начальником столичной милиции. С 1922 до 1924 являлся начальником МУРа. Сотрудники столичного уголовного розыска под его руководством, в частности, ловили и изобличали серийного убийцу В. И. Комарова и банду Котова-Морозова. В августе 1924 командирован на хозяйственную работу в качестве помощника заведующего «Мосстроем», потом он заведующий торговым отделом «Богородско-Щёлковского треста», коммерческий директор «Орехово-Зуевского треста», председатель правления треста «Кардо-Лента», управляющий «Союзхлопкотехснаба».